# اسید وانیلیل‌ماندلیک
اسید وانیلیل‌ماندلیک (به انگلیسی: Vanillylmandelic acid) یک هیدروکسی اسید با شناسه پاب‌کم ۱۲۴۵ است که جرم مولی آن ۱۹۸٫۱۷۳ g/mol می‌باشد.
هیدروکسی اسیدها گروهی از اسیدهای کربوکسیلیک هستند که یک گروه عاملی هیدروکسیل به آنها افزوده شده‌است.